# Temachia microstoma
Temachia microstoma is een mosdiertjessoort uit de familie van de Romancheinidae. De wetenschappelijke naam van de soort werd, als Escharella microstoma, voor het eerst geldig gepubliceerd in 1864 door Norman.